# Perenniporia fraxinea
Perenniporia fraxinea  ((Bull.) Ryvarden) è un fungo lignicolo cosmopolita della famiglia delle Polyporaceae, classificato inizialmente nel 1790 da Jean Baptiste François Bulliard come Boletus fraxineus. 

## Descrizione della specie
Corpo fruttifero

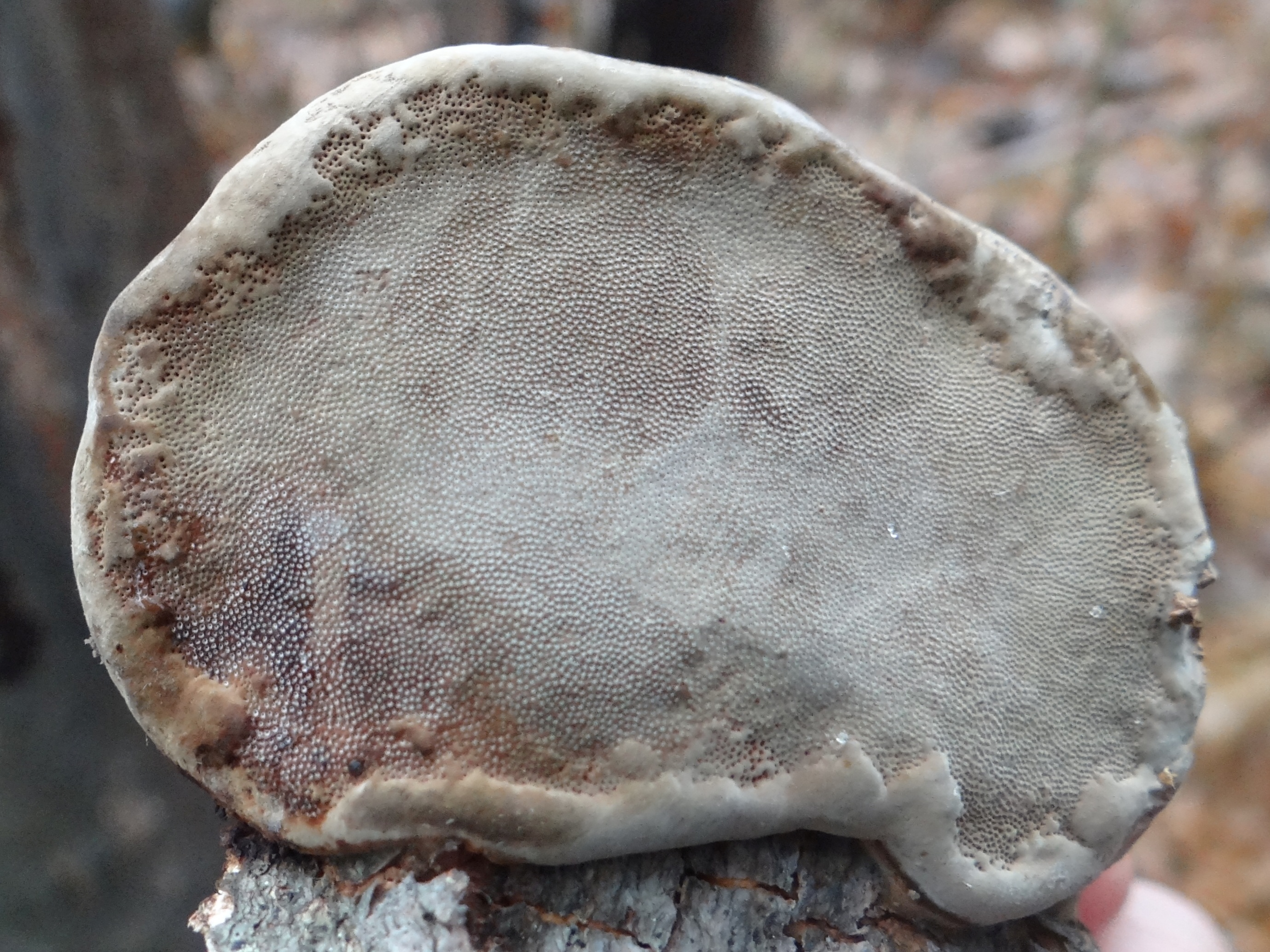
Area fertile del cappello

Il corpo fruttifero (basidioma) è pluriennale e si presenta fibroso e sessile. I diversi corpi fruttiferi possono crescere isolatamente oppure essere imbricati tra loro. Il diametro complessivo può arrivare fino a 70 cm, con cappelli dello spessore di 2-9 cm e che, presi singolarmente, hanno in genere un diametro di 10 - 20 cm. La parte superiore dei cappelli è sterile e presenta numerosi tubercoli. La zona attaccata al tronco della pianta ospite risulta crostosa e di colorazione nerastra, la parte intermedia è bruno-ocra, mentre la zona più giovane è in genere vivacemente colorata in giallo. I bordi sono lobati e arrotondati. La parte inferiore è la zona fertile del corpo fruttifero e si presenta bianco-grigiastra. Spesso sulla superficie del corpo fruttifero si possono notare essudati di color ambrato.
Tubuli
I tubuli sono bruni e della lunghezza di 2-7 mm.
Pori
I pori sono piccoli e rotondi; la colorazione è grigio-ocracea e a maturazione tende a sviluppare sfumature rosacee.
Spore
Le spore hanno una parete spessa e sono di forma sub-globosa, con dimensioni di 6-7 per 5-6 µm. Sono di color crema.
Carne

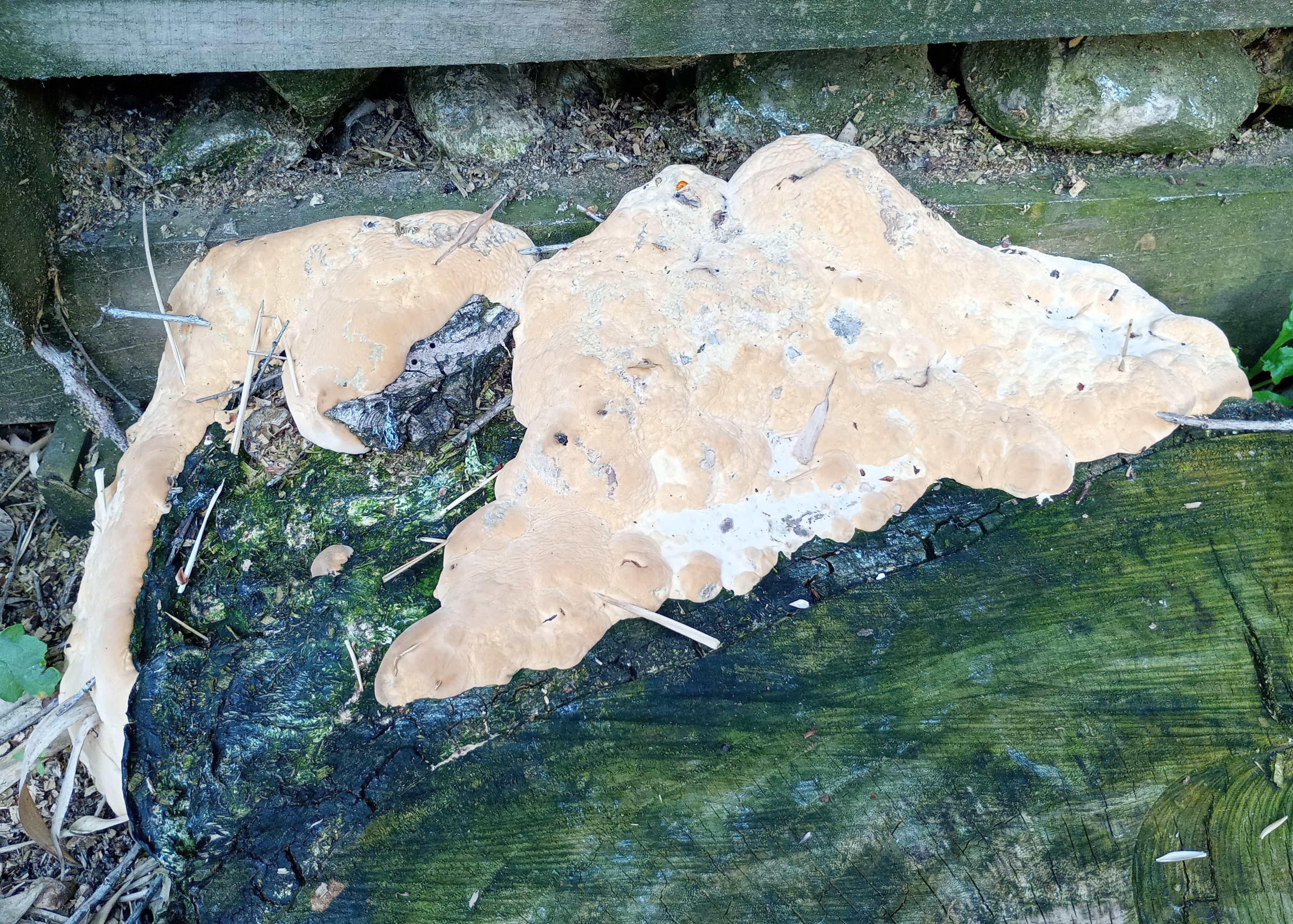
Corpo fruttifero immaturo

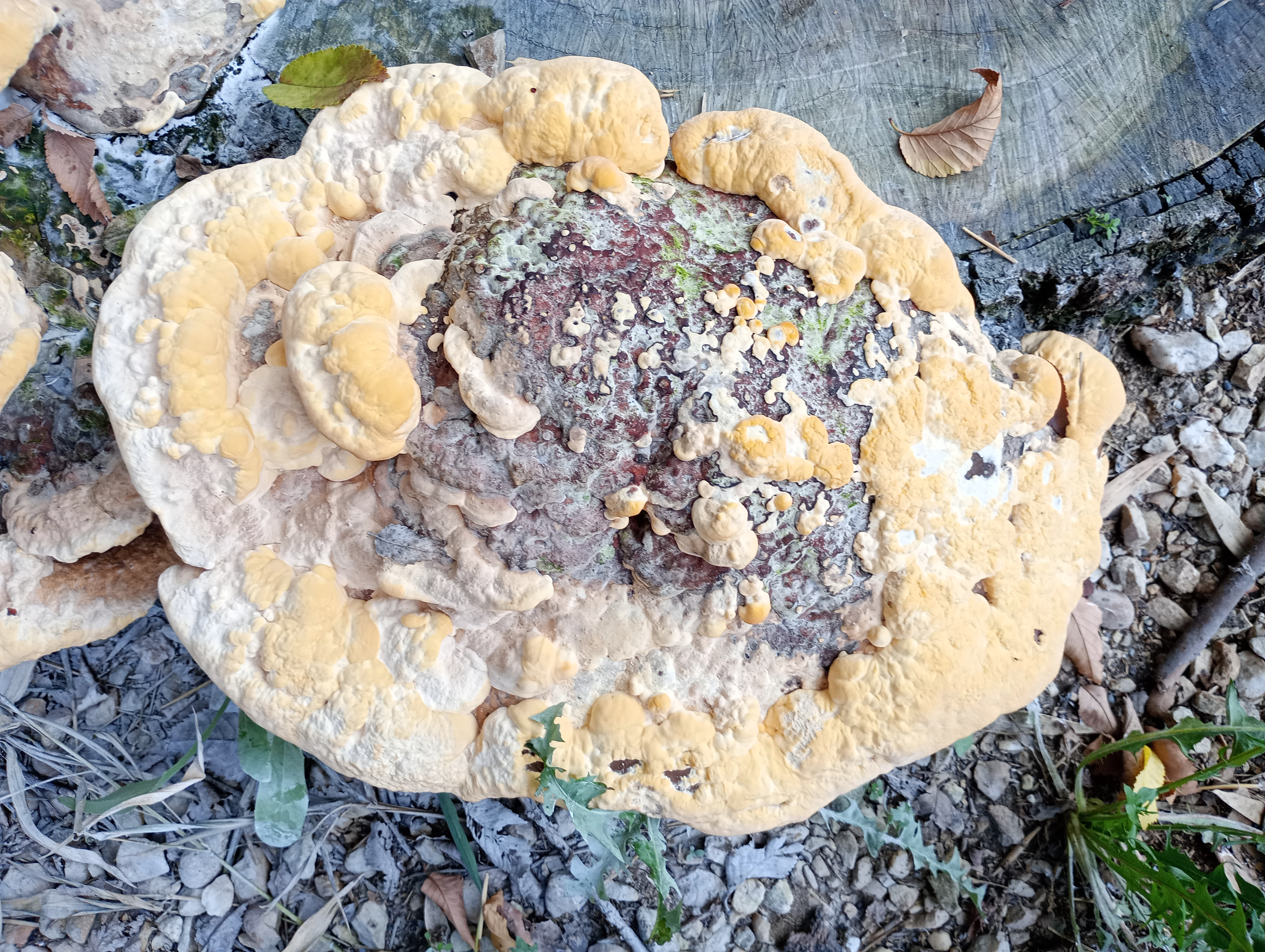
Corpo fruttifero maturo colorato di giallo

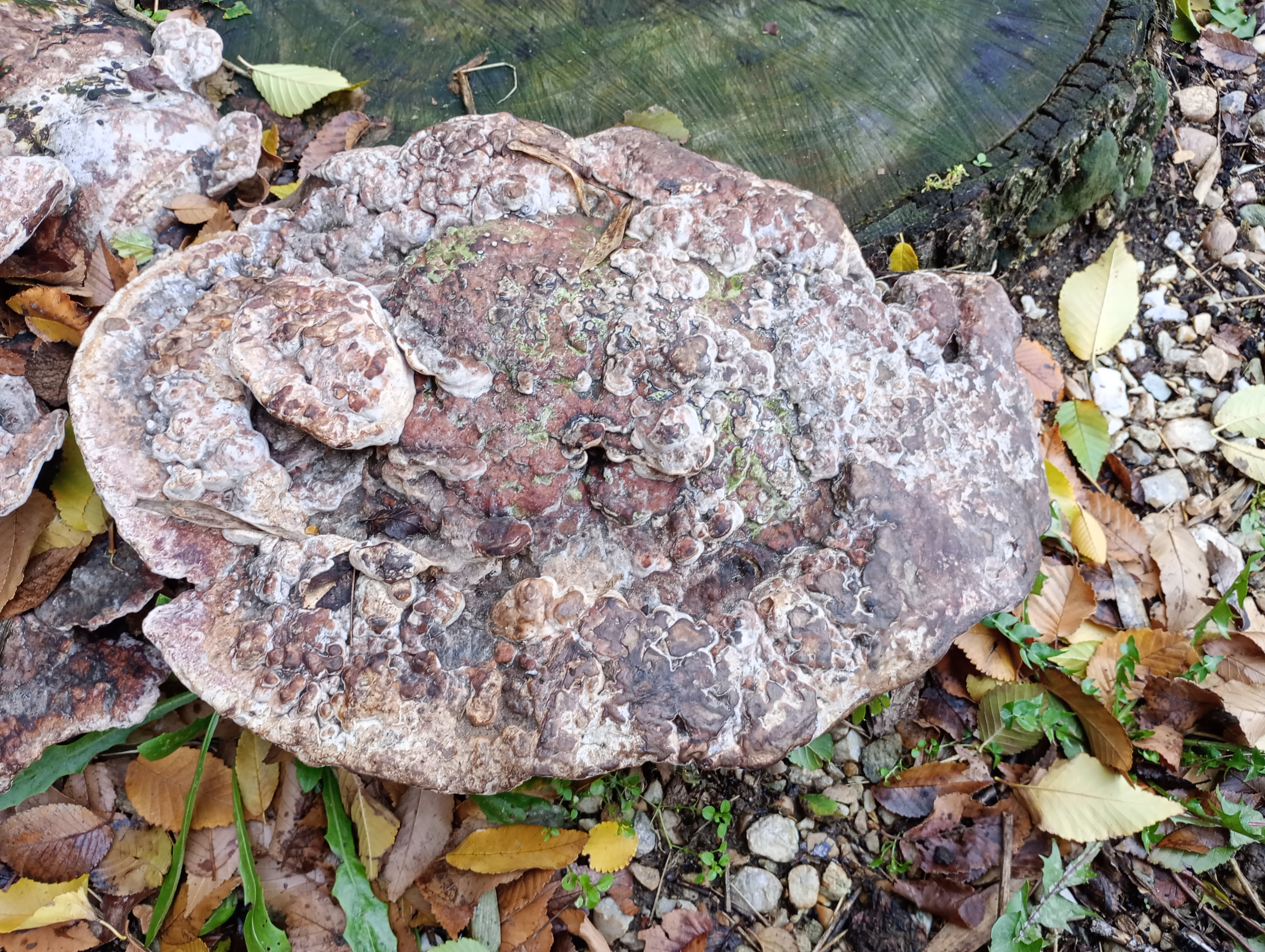
Corpo fruttifero imbrunito con l'età

Il colore è grigio-biancastro, con una sottile linea scura che la separa dallo strato che ospita i tubuli. La consistenza del fungo è fibrosa, simile al sughero, e la sua carne risulta formata da strati sovrapposti. L'odore è intensamente aromatico. Se manipolata la carne tende a scurirsi.

## Habitat

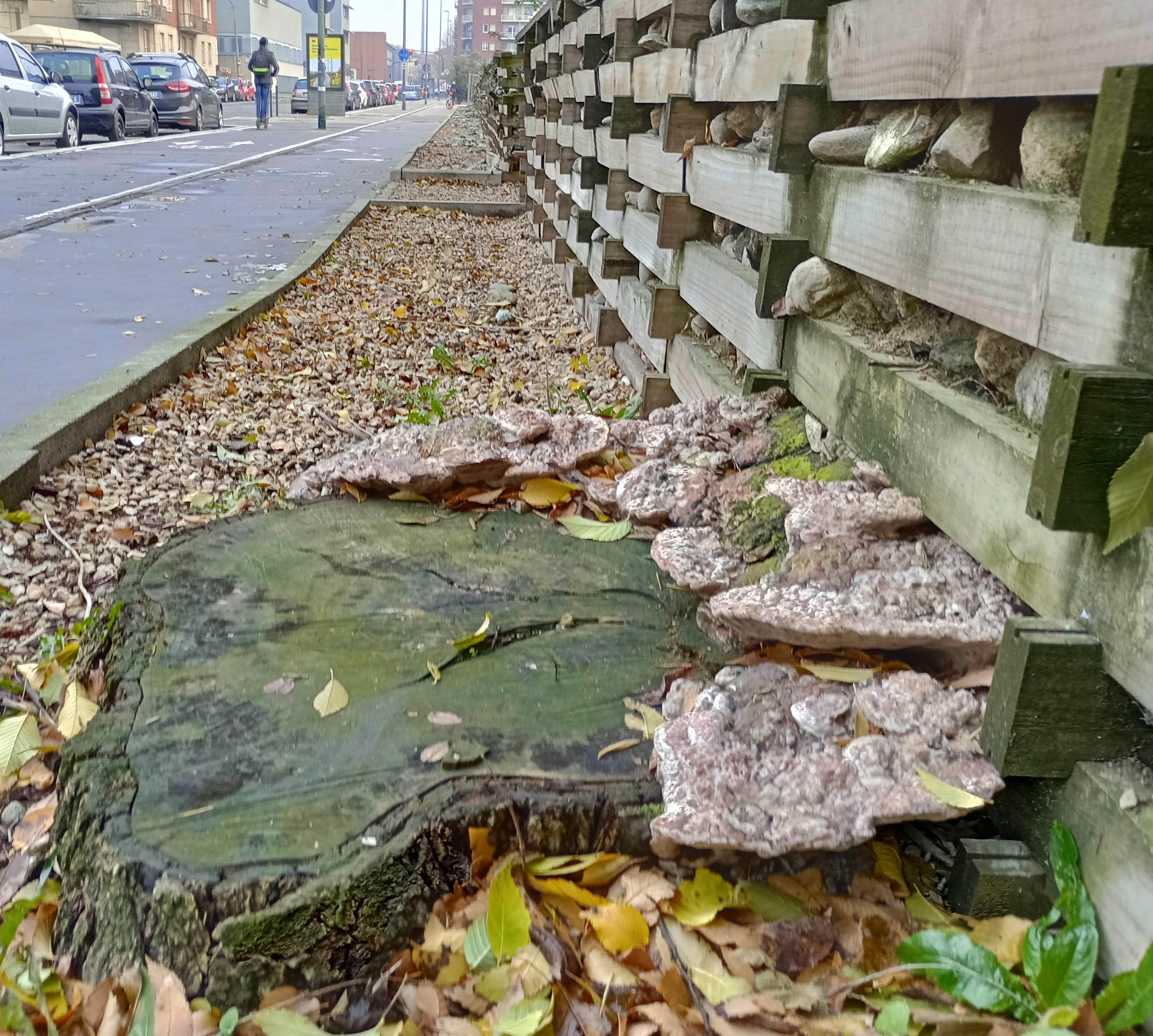
Esemplare in fase saprofitica

Perenniporia fraxinea ha una distribuzione cosmopolita ed è diffusa nei due emisferi.
Tra le piante ospiti, oltre al frassino, sono state segnalate anche altre latifoglie tra le quali il bagolaro, l'olmo, vari tipi di qercia, il tiglio e la robinia. Il fungo può causare gravi danni alle piante ospiti, secernendo enzimi in grado di compromettere seriamente la struttura legnosa dei fusti e che danno origine alla carie bianca del legno. Anche dopo la morte delle pianta ospite il fungo può continuare a vivere per vari anni come saprofita.

## Commestibilità
La specie non è commestibile.

## Etimologia
Il nome del genere combina il termine latino perennis ("perenne") con il nome del genere Poria Edalat. L'epiteto specifico deriva dal latino fraxinus, per frassino.

## Sinonimi
Tra i sinonimi di Perenniporia fraxinea si possono citare:
- Boletus fraxineus Bull. (1790)
- Fomes fraxineus (Bull.) Cooke, Grevillea 14 (69): 21 (1885) [MB#194933][8]
- Poria fraxinea (Bull.) Ginns, Mycotaxon 21: 331 (1984) [MB#106393][8]
- Haploporus fraxineus (Bull.) Bondartseva, Mikol. Fitopatol.: 280 (1983) [MB#110328][8]
- Vanderbylia fraxinea (Bull.) D.A. Reid, South African Journal of Botany 39 (2): 167 (1973) [MB#325394][8]